# Lonchaea echinapinna
Lonchaea echinapinna är en tvåvingeart som beskrevs av Mcalpine 1964. Lonchaea echinapinna ingår i släktet Lonchaea och familjen stjärtflugor.
Artens utbredningsområde är Colombia. Inga underarter finns listade i Catalogue of Life.